# 王廷胤
王廷胤（891年—944年），《旧五代史》作王庭胤，字绍基，五代将领。京兆府万年县（今陕西省西安市）人。定州节度使王处存孙。

## 父
王邺，唐僖宗光启元年（885年），义武节度使王处存与李克用亲善，为侄子（根据墓志是王处存的儿子）王邺迎取李克用的女儿为妻。王邺官至大同节度使。

## 生平
王廷胤是后唐庄宗内亲，即唐庄宗的外甥。王廷胤性情勇剽狡捷。少年时为晋阳（今山西省太原市）军校，善攻城野战，与军卒同甘共苦。唐庄宗、唐明宗时历贝州、忻州、密州、澶州、隰州、相州六州刺史。后晋初年，石敬瑭命他为贝州防御使，平定范延光之乱，授相州节度使。后来契丹以让王处存的弟弟王处直的儿子王威继承先人基业为由，提出让王威镇守定州，石敬瑭担心契丹渗透，就将王廷胤移镇定州，对契丹说王廷胤也是王氏后人。晋出帝即位，改沧州节度使，累官至检校太尉。後晉開運二年（945年）四月十四日葬。河南省洛陽市出土墓誌。拓片長75厘米，寬74厘米。蘇畋撰。正書。
五子：王昭敏，任横海军衙内指挥使、银青光禄大夫、检校工部尚书兼御史大夫、轻车都尉；王昭懿，任横海军中军使、银青光禄大夫、检校太子宾客兼武骑尉；王昭熙，任横海军节院使、银青光禄大夫、检校国子祭酒兼骑都尉；王昭素，任横海军山河使、银青光禄大夫、检校御史中丞、骑都尉；王合子。

## 延伸阅读
[在维基数据编辑]
 《舊五代史·卷88》，出自薛居正《舊五代史》